# 정무제
정무제 (定武帝, 1616년 ~ 1664년)는 남명의 제6대 황제(재위:1646년 ~ 1664년)라고 전해지는 인물이다. 휘는 본립(本鉝) 혹은 본현(本鉉)이라고 한다. 명나라 사람 사계좌(查繼左)가 쓴 《죄유록(罪惟錄)》에 근거한 일부 야사에만 등장하기 때문에 많은 역사학자들이 실존인물인지 의심스러워한다. 한왕(韓王) 주송(朱松)의 후손인 주단척(朱亶塉)이나 주경률(朱璟溧)과 동일인물이라는 설도 있다.
1646년에 (이자성의 부하였던) 학영충(郝永忠)이 주본립을 황제로 옹립하였고, 주본립은 정무(定武)란 연호로 개원했다고 한다. 야사에 따르면 정무제는 영력제가 미얀마로 도피한 후에도 중국 본토에서 계속 남명 정권을 이끌었지만, 1663년에 오삼계의 군대와 싸워 대패한 뒤 1664년에 후계자 없이 사망했다고 한다. 그러나 이 야사대로라면 정무제를 언급한 1차 자료가 굉장히 많아야 하는데도 거의 없기 때문에, 역사적 신빙성이 의심스럽다.
이후로 명나라 황실 당주는 영정왕 주술계(朱術桂, 1617년 ~ 1683년)만 남았다.

## 가족
- 1남 4녀

## 둘러보기
| 전임 명 소종 | 제22대 명나라 황제 1646년 ~ 1664년 | 후임 명 멸망 |

| 전임 소종 영력제 | 제6대 남명의 황제 1646년 ~ 1664년 | 후임 남명 멸망 |

## 같이 보기
- 명나라의 황제